# Erastroides uniformis
Erastroides uniformis là một loài bướm đêm trong họ Noctuidae.